# 33525 Teresinha
33525 Teresinha è un asteroide della fascia principale. Scoperto nel 1999, presenta un'orbita caratterizzata da un semiasse maggiore pari a 2,2649228 au e da un'eccentricità di 0,0880841, inclinata di 5,22488° rispetto all'eclittica.